# ميسازون

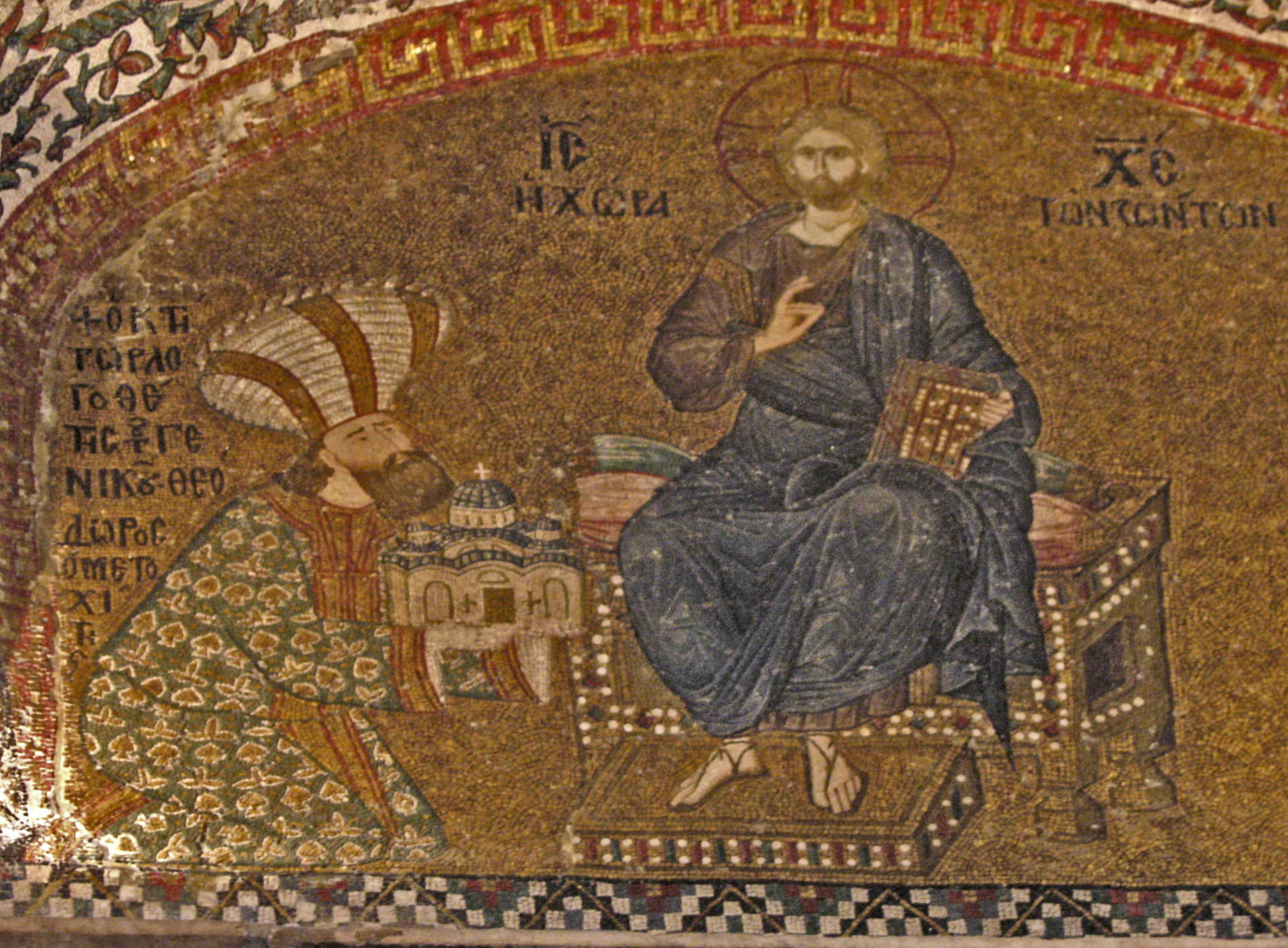
فسيفساء تصور ثيودوروس ميتوشيت (يسار)، ميسازون الإمبراطور أندرونيكوس الثاني باليولوج، يقدم نموذج كنيسة خورا المجددة إلى المسيح البانتوقراط.

الميسازون (باليونانية: μεσάζων)‏ هو أحد كبار الشخصيات والمسؤولين خلال القرون الأخيرة للإمبراطورية البيزنطية، وكان بمثابة رئيس الوزراء والمساعد الرئيسي للإمبراطور البيزنطي.

## التاريخ والوظائف
تعود أصول هذا المصطلح إلى القرن العاشر، عندما كان يُشار أحيانًا إلى كبار الوزراء باسم (ميسيتيونتيس)، أي "الوسطاء" بين الإمبراطور ورعاياه. أصبح اللقب رسميًا لأول مرة في منتصف القرن الحادي عشر، عندما تم منحه إلى قسطنطين ليشودس، بطريرك القسطنطينية المسكوني المستقبلي. في الفترة الكومنينية، تم منحها لكبار المسؤولين الحكوميين الذين عملوا كرؤساء وزراء بحكم الأمر الواقع لكنهم لم يكتسبوا بعد وظيفة دائمة ومحددة، ولا السلطة التي ستميزها في السنوات اللاحقة.  بل كان لقبًا يُمنح للسكرتير الإمبراطوري الرئيسي في تلك اللحظة، والذي كان يعمل على وجه التحديد "كوسيط" بين الإمبراطور والمسؤولين الآخرين.  يعكس هذا تحول الحكومة البيزنطية في عهد كومنينوي من البيروقراطية ذات النمط الروماني القديم إلى طبقة حاكمة أرستقراطية أكثر تقييدًا، حيث كانت تمارس الحكومة داخل الأسرة الإمبراطورية، كما هو الحال في أوروبا الغربية الإقطاعية.
أصبح مكتب الميسازون مؤسسًا رسميًا في إمبراطورية نيقية، حيث كان الميساستيكيون (كما أصبحت الوظيفة معروفة)، بمثابة رئيس وزراء الإمبراطورية، ومنسقًا بين الوزراء الآخرين. كما قال الإمبراطور والمؤرخ يوحنا السادس قانتاقوزن: "كان الإمبراطور يحتاج إلى الميسازون ليلًا ونهارًا". وُرث هذا الترتيب من قبل إمبراطورية العصر الباليولوجي المستعادة واستمر استخدامه حتى سقوط القسطنطينية في مايو 1453. تم استخدام المكتب أيضًا في نفس الوظيفة في المحاكم البيزنطية في إبيروس وموريا وطرابزون. وفي الحالة الأخيرة اكتسبت لقب ميغاس ("عظيم").